# Bouillon M17
 (novembre 2022).
Si vous disposez d'ouvrages ou d'articles de référence ou si vous connaissez des sites web de qualité traitant du thème abordé ici, merci de compléter l'article en donnant les références utiles à sa vérifiabilité et en les liant à la section « Notes et références ».
Pour les articles homonymes, voir M17.
Le bouillon M17 est un milieu de culture liquide utilisé in vitro dans le dénombrement et la culture des streptocoques lactiques mésophiles, de Streptococcus thermophilus dans le yaourt et autres produits laitiers, ainsi que dans la conservation des cultures de départ

Il est également bien adapté aux lactocoques, dont Lactococcus lactis.

## Composition
Formule-type, qui peut être ajustée, pour un litre de milieu :
- Tryptone[3] 2,5 g
- Peptone pepsique de viande 2,5 g
- Peptone papaïnique de soja 5,0 g
- Extrait de viande 5,0 g
- Extrait autolytique de levure 2,5 g
- Acide ascorbique 0,5 g
- Glycérophosphate de sodium 19,0 g
- Sulfate de magnésium 0,25 g

pH à 25 °C : 7,1 ± 0,2

## Préparation
Avec un milieu déshydraté : dissoudre lentement, en agitant, 42,2 g dans 1 litre d’eau distillée ou déminéralisée. Distribuer dans des tubes ou flacons, et autoclaver à 115 °C pendant 20 minutes. 